# Dolichomitriopsis crenulata
Dolichomitriopsis crenulata là một loài Rêu trong họ Lembophyllaceae. Loài này được S. Okamura mô tả khoa học đầu tiên năm 1911.